# Manoir de Wattel
Pour les articles homonymes, voir Wattel.
Le manoir de Wattel (Gutshaus Wattel en allemand, Vatla mõis en estonien) est un ancien manoir du patrimoine historique protégé d'Estonie qui se trouve dans la municipalité rurale d'Hanila. Il faisait partie du temps de l'Empire russe de la paroisse de Karusen (aujourd'hui Karuse) village appartenant au district de Wiek (aujourd'hui Läänemaa). C'est aujourd'hui une école.

## Historique

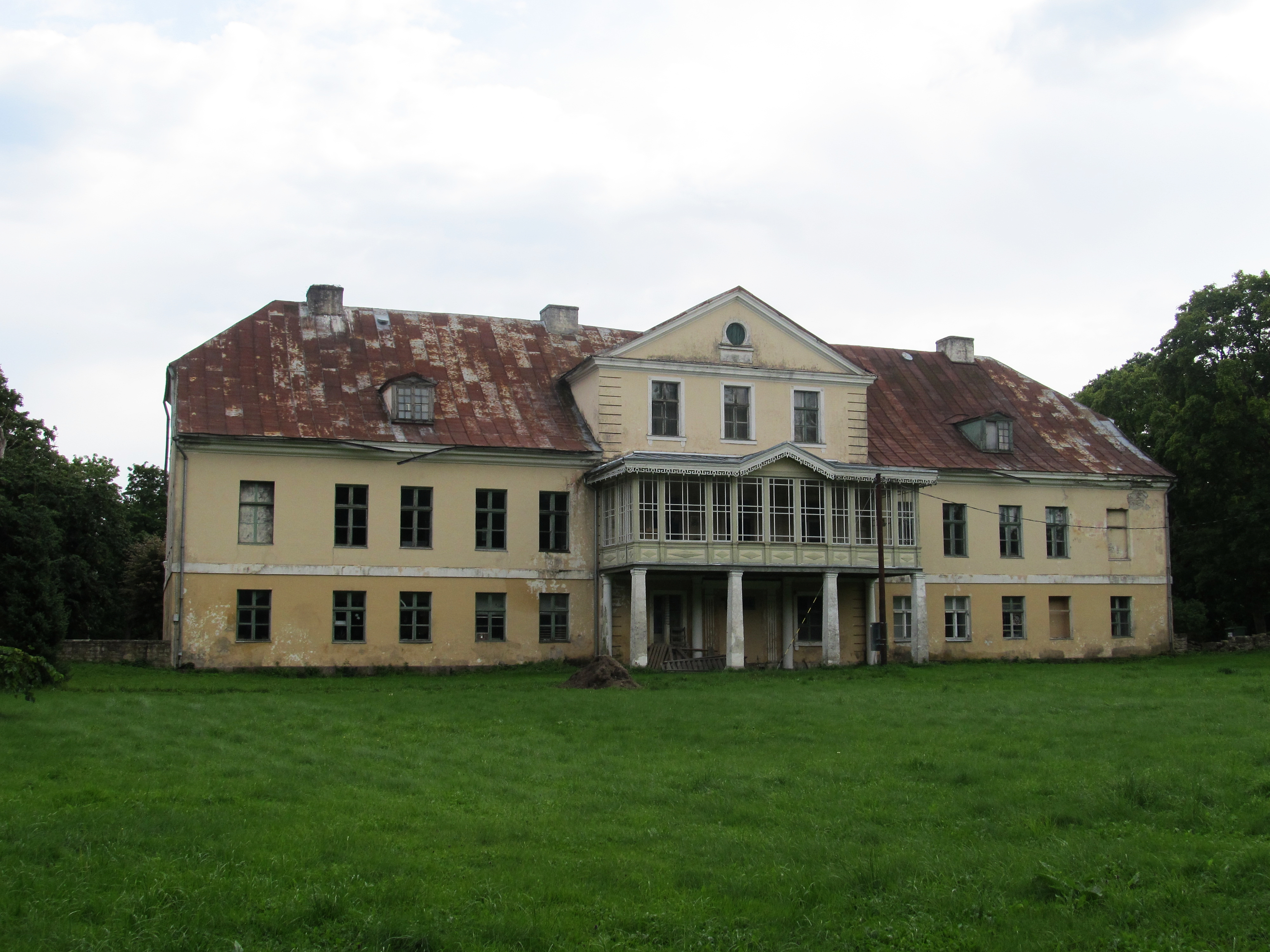
Façade donnant sur le parc

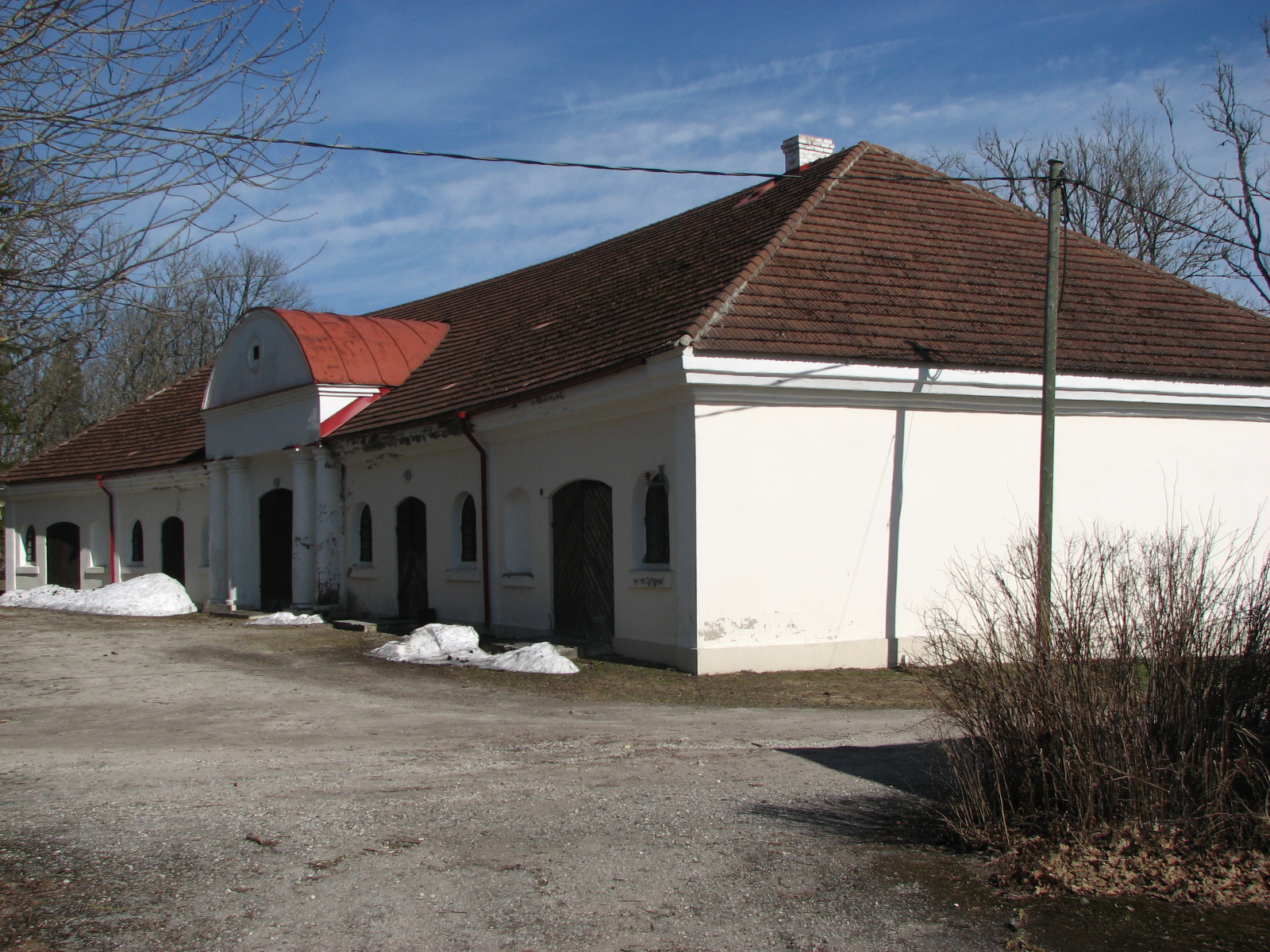
Vue d'un ancien bâtiment agricole

Le domaine a été formé au XVIe siècle par la famille von Mandelstjerna, puis a appartenu à la famille von Kursell et à la puissante famille von Rosen. Le baron Otto von Rosen acquiert le domaine en 1807 et fait bâtir en 1810-1820 le manoir actuel en style néoclassique. Il présente un léger avant-corps en milieu de façade surmonté par un fronton en hémicycle, et ouvrant par un portique à terrasse tétrastyle dorique. Les anciens bâtiments agricoles et les pavillons de style néoclassique bâtis entre 1810 et 1820 sont remarquables par leur simplicité architecturale et leurs pilastres, et sont séparés par une longue allée d'honneur.
Le manoir et son domaine agricole passent en 1842 à la famille von Maydell en 1842, puis au baron Karl von Wrangel qui en est le dernier propriétaire.
Il est nationalisé en 1919, lorsque les propriétaires allemands de la Baltique sont expropriés par les lois foncières de la nouvelle république estonienne. Le manoir est remarquable par son parc de quatorze hectares.

## Source
- (et) Cet article est partiellement ou en totalité issu de l’article de Wikipédia en estonien intitulé « Vatla mõis » (voir la liste des auteurs).